# Contagem (matemática)

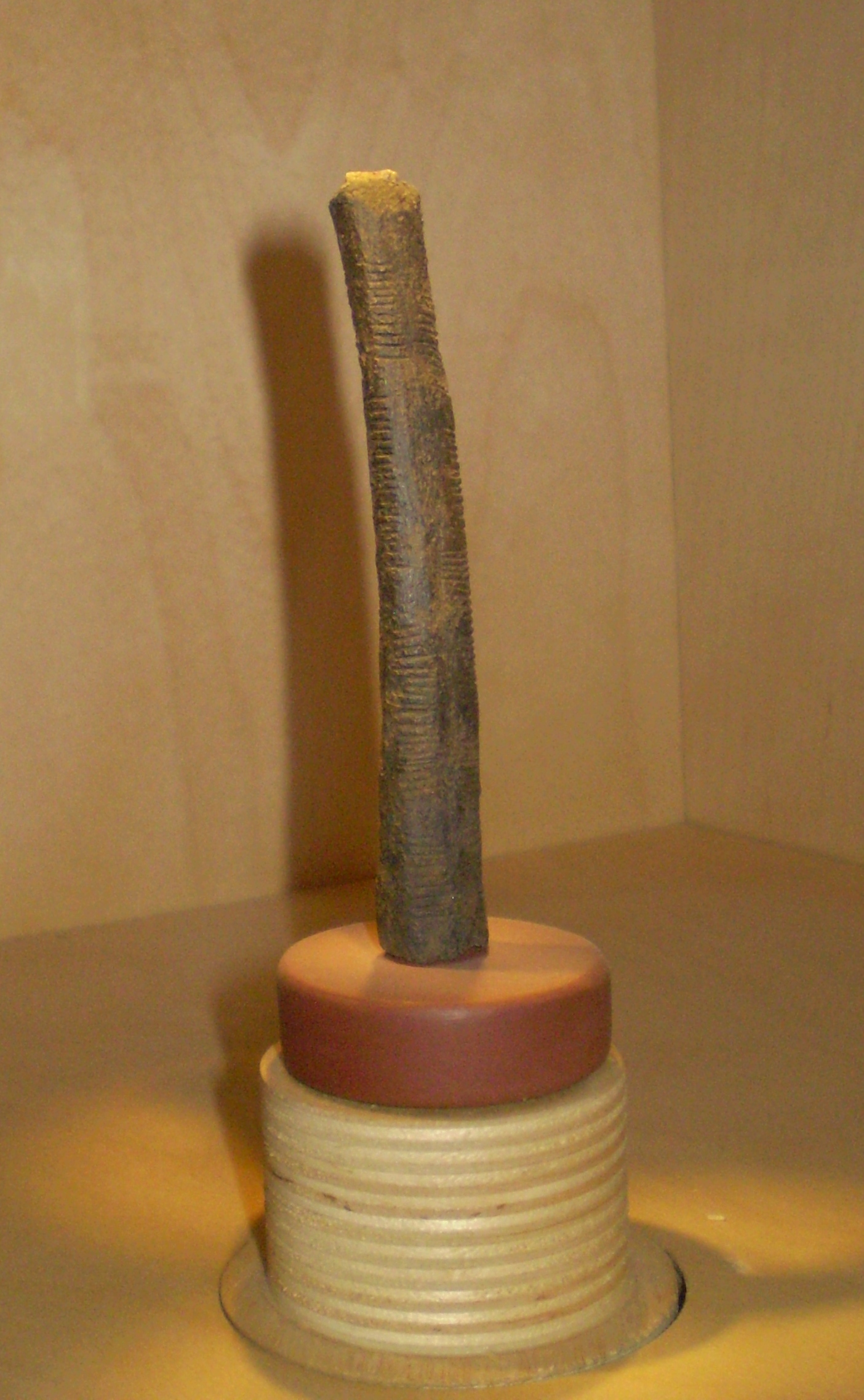
Osso de Ishango: Um registro de contagem de mais de 20.000 anos.

Contagem é a ação de determinar o número ou quantidade de elementos de um conjunto de objetos.
Existem evidências arqueológicas que sugerem que o conceito de número e o processo de contagem tem sido empregado pelo homem há, pelo menos, 50.000 anos. A contagem foi primariamente usada por culturas primitivas para acompanhar dados econômicos e sociais, tais como, número de membros do grupo, presas (animais), propriedades ou débitos (isto é, contabilidade). O desenvolvimento da contagem levou ao desenvolvimento da notação matemática, sistemas numéricos e escrita.

## Formas de contagem
A contagem pode ocorrer de variadas formas.
Podemos contar verbalmente; isto é, falando cada número em voz alta (ou mentalmente) para acompanhar o progresso. Isto é frequentemente utilizado para contar objetos presentes ao invés de contar uma variedade de coisas no decorrer de períodos de tempo (horas, dias, semanas, etc).
Também podemos contar através de marcações, registrando uma marca para cada objeto e então contando o total de marcas feitas. Este processo é útil quando deseja-se contar objetos ao longo de períodos de tempo, tais como o número de ocorrências de algo durante um dia. Marcações têm base de contagem unitária. A contagem usual é realizada em base decimal. Computadores usam base binária (zeros e uns) para contagem.
Também pode-se contar com auxílio dos dedos, especialmente quando contando pequenos números. Isto é frequentemente utilizado por crianças para facilitar o processo de contagem (e, também operações simples).
Vários dispositivos podem ser utilizados para facilitar a contagem, tais como, contadores de mão ou ábacos.

## Contagem em Matemática
Em matemática, a essência da contagem de um conjunto (finito) de objetos é determinar um número n, que estabelece uma correspondência 1-1 (bijeção) do conjunto de elementos ao conjunto de números {1, 2, 3, ..., n}. Um fato fundamental, que pode ser provado através de indução matemática, é que não pode existir bijeção entre os conjuntos {1, 2, 3, ..., n} e {1, 2, 3, ..., m} a menos que n = m; este fato (junto ao fato de que duas bijeções podem ser compostas, formando outra bijeção) assegura que contagens dos elementos de um mesmo conjunto, ainda que realizadas de diferentes maneiras, nunca resultarão em diferentes números.
Muitos conjuntos não permitem o estabelecimento de uma bijeção com {1, 2, 3, ..., n} para qualquer número natural n;  esses conjuntos são chamados conjuntos infinitos, enquanto aqueles conjuntos para os quais existe tal bijeção (para algum n) são chamados conjuntos finitos. Conjuntos infinitos não podem ser contados da maneira usual. Todavia, a extensão do raciocínio utilizado para a contagem do número de elementos de um conjunto finito nos leva a uma forma de classificar conjuntos infinitos.
A noção de contagem pode ser estendida para o sentido de um estabelecimento (existência) de uma bijeção com algum determinado conjunto. Por exemplo, se é possível determinar uma bijeção entre um conjunto infinito e o conjunto do números naturais, então este conjunto é chamado enumerável (contável infinito ou, apenas, contável). Esta forma de contagem difere da contagem de um conjunto finito de maneira fundamental, pois a adição de novos elementos ao conjunto não necessariamente aumenta o seu tamanho, pois a possibilidade de bijeção com o conjunto original não é excluída. Por exemplo, o conjunto de todos os números inteiros pode ser posto em bijeção com o conjunto dos números naturais, e mesmo conjuntos aparentemente muito maiores, como o conjunto dos números racionais ainda é enumerável. No entanto, existem conjuntos, tais como o conjunto dos números reais, que não admitem uma bijeção com o conjunto dos números naturais. Esses conjuntos são chamados não-enumeráveis (não-contáveis). Se existe uma bijeção entre dois conjuntos, dizemos que eles tem a mesma cardinalidade e, de modo mais geral, a contagem dos elementos de um conjunto pode ser entendida como a determinação da cardinalidade deste conjunto.
Contagem tem várias aplicações em matemática. Um importante princípio é que se dois conjuntos finitos, X e Y, tem o mesmo número de elementos então uma função f : X → Y que é injetiva é também sobrejetiva e vice-versa. Um fato relacionado é conhecido como o princípio da casa dos pombos, que anuncia que se dois conjuntos finitos  X e  Y tem, respectivamente,  n e  m elementos, com  n > m, então qualquer função  f : X → Y não é injetiva (ou seja, existem elementos distintos de X com imagens, por f, idênticas em Y). Argumentos similares, utilizando princípios de contagem, são por vezes muito úteis para a realização de demonstrações.